# همانی جمع
در ریاضیات همانی جمع (به انگلیسی: Addition identity) یک مجموعه که عملگر جمع برای آن تعریف شده، عضوی است که اگر به هر عضو x از مجموعه اضافه شود، x نتیجه می‌دهد. یکی از آشناترین همانی‌های جمع در ریاضیات ابتدایی (به انگلیسی: Elementary Mathematics) عدد صفر است، اما همانی‌های جمع در دیگر ساختارهای ریاضی که جمع تعریف شده (مانند گروه‌ها و حلقه‌ها) وجود دارند.

## نمونه‌های ابتدایی
- همانی جمع آشنا از ریاضیات ابتدایی صفر است. مثلاً:

{\displaystyle 5+0=5=0+5}
- در اعداد طبیعی({\displaystyle \mathbb {N} }) و همه مجموعه‌هایی که اعداد طبیعی زیر مجموعه آن‌ها است(اعداد صحیح({\displaystyle \mathbb {Z} })، کسری یا گویا({\displaystyle \mathbb {Q} })، حقیقی({\displaystyle \mathbb {Q} }) و مختلط({\displaystyle \mathbb {C} }))، همانی جمع ۰ است. در نتیجه برای هر n از این اعداد داریم:

{\displaystyle n+0=n=0+n}

## تعریف رسمی
اگر N مجموعه‌ای باشد که نسبت به عمل جمع بسته‌است، یک همانی جمع برای N هر عضو e است که برای هر عضو n در N داشته باشیم:
{\displaystyle n+e=n=e+n}
مثال: {\displaystyle n+0=n=0+n}

## مثال‌های بیشتر
- در یک گروه جمع همانی، عنصر همانی گروه است و اغلب با صفر نشان داده می‌شود و یکتاست.
- یک حلقه یا میدان،یک گروه تحت عمل جمع است و در نتیجه یک همانی جمع یکتا ۰ دارد.این تعریف شده تا از همانی ضرب(۱) در صورتی که حلقه یا میدان بیشتر از ۱ عضو دارد،متفاوت باشد.
- در چهارگان‌ها، ۰ همانی جمع است.
- در حلقه‌ی توابع از اعداد حقیقی به اعداد حقیقی، تابعی که هر عدد را به صفر مرتبط می‌کند همانی جمع است.
- در گروه جابجایی‌پذیر یا آبلی از بردارها در Rn، مرکز یا بردار صفر همانی جمع است.

## اثبات‌ها

### همانی جمع در یک گروه یکتاست
اگر (G,+) یک گروه باشد و 0 و 0' هردو در G همانی جمع باشند،به ازای هر g در G داریم:
{\displaystyle 0+g=g=g+0,0'+g=g=g+0'}
و:
{\displaystyle (0')=(0')+0=0'+(0)=(0)}
که نتیجه میدهد این دو همانی جمع باهم برابرند و تنها یک همانی جمع داریم.